# Brouzet-lès-Alès
Brouzet-lès-Alès – miejscowość i gmina we Francji, w regionie Oksytania, w departamencie Gard.
Według danych na rok 1990 gminę zamieszkiwały 392 osoby, a gęstość zaludnienia wynosiła 30 osób/km² (wśród 1545 gmin Langwedocji-Roussillon Brouzet-lès-Alès plasuje się na 570. miejscu pod względem liczby ludności, natomiast pod względem powierzchni na miejscu 602.).